# 杨宜新
杨宜新（1964年—），男，汉族，湖北公安人，中华人民共和国政治人物、第十二届全国人民代表大会山东地区代表。

## 生平
毕业于中国人民大学农业企业管理专业。1988年4月加入中国共产党。2013年，当选为第十二届全国人大代表。2013年4月当选德州市人民政府市长。2015年4月，任山东省工商行政管理局局长。